# Libby (Montana)
Libby is een plaats (city) in de Amerikaanse staat Montana, en valt bestuurlijk gezien onder Lincoln County.

## Demografie
Bij de volkstelling in 2000 werd het aantal inwoners vastgesteld op 2626. In 2006 is het aantal inwoners door het United States Census Bureau geschat op 2662, een stijging van 36 (1,4%). In 2016 was het inwonersaantal gestegen naar 2678.

## Geografie
Volgens het United States Census Bureau beslaat de plaats een oppervlakte van
3,3 km², geheel bestaande uit land. Libby ligt op ongeveer 630 m boven zeeniveau.

## Plaatsen in de nabije omgeving
De onderstaande figuur toont nabijgelegen plaatsen in een straal van 56 km rond Libby.